# Casa Peters
La casa Peters es un inmueble patrimonial ubicado frente a la plaza 21 de Mayo, en la ciudad de Río Bueno, Región de Los Ríos, Chile. Construida en el año 1925 como residencia de Alberto Peters Hotts, el año 2008 fue transferida a la Municipalidad de Río Bueno para albergar la biblioteca municipal. La edificación fue declarada Monumento Nacional de Chile, en la categoría de Monumento Histórico, mediante el Decreto n.º 36, del 29 de enero de 2015.

## Historia
Fue construida en 1925 como residencia del agricultor Alberto Peters Hotts, y estaba ubicada en lo que fue la plaza principal de Río Bueno, lugar en donde se establecía el comercio.
En 2008 fue vendida por los nietos de Alberto Peters a la Municipalidad de Río Bueno para albergar la biblioteca municipal. Para este fin se intervino el inmueble con la construcción de divisiones interiores y una rampa de acceso universal.

## Descripción
Con una planta en forma de L, el inmueble presenta dos niveles y un subterráneo, además de una cubierta a dos aguas. La edificación está construida con maderas nativas de la zona, y presenta cubiertas de planchas metálicas en los muros.
En el jardín se levantan dos construcciones en madera de planta rectangular, correspondientes a una cochera y una bodega, además de una glorieta.